# Tsar Kalojan
Tsar Kalojan (Bulgaars: Цар Калоян) is een stadje van ruim drieduizend inwoners in het noordoosten van Bulgarije, halfweg tussen Razgrad en Roese. Van 1934 tot 1989 heette deze plaats Chlebarovo. Voor 1934 had het de naam Torlak. De plaats werd genoemd naar de Bulgaarse tsaar Kalojan (overleden in 1207).

## Gemeente Tsar Kalojan
De gemeente Tsar Kalojan bestaat uit drie nederzettingen: de stad Tsar Kalojan en twee nabijgelegen dorpen (Ezertsje en Kostandenets). 
| Plaats       | Cyrillisch  | Oppervlakte | Bevolking (31 december 2019) |
| ------------ | ----------- | ----------- | ---------------------------- |
| Tsar Kalojan | Цар Калоян  | 103,00 km²  | 3.153                        |
| Ezertsje     | Езерче      | 25,903 km²  | 1.747                        |
| Kostandenets | Костанденец | 39,379 km²  | 242                          |
| Totaal       |             | 168,282     | 5.142                        |

## Bevolking
De gemeente Tsar Kalojan heeft te kampen met een intensieve bevolkingsafname. Tussen de volkstellingen van 1934 en 2019 nam is het inwonersaantal ruim met twee derde deel geslonken (van 16.408 personen naar 5.142 personen). De gemeente Tsar Kalojan bereikte qua inwoners een hoogtepunt in 1946 met 17.107 personen, terwijl de stad Tsar Kalojan in 1965 met 5.935 inwoners een hoogtepunt had bereikt. Tussen 1934 en 2019 is het inwonersaantal in het dorp Ezertsje gehalveerd (van 3.540 naar 1.747 personen), terwijl het inwonersaantal van Kostandenets in 2019 ruim het dertienmaal is geslonken (van 3.191 naar 242 personen).
| Tsar Kalojan (stad)     | 5 629  | 5 821  | 5 604  | 5 935  | 5 883  | 5 429  | 4 853  | 4 205 | 3 779 | 3 153 |
| Ezertsje                | 3 540  | 3 591  | 3 326  | 3 589  | 3 594  | 3 311  | 2 393  | 2 213 | 2 008 | 1 747 |
| Kostandenets            | 3 191  | 3 329  | 2 739  | 2 259  | 1 716  | 1 177  | 1 046  | 722   | 405   | 242   |
| Tsar Kalojan (gemeente) | 16 418 | 17 107 | 15 428 | 15 180 | 13 788 | 11 874 | 10 004 | 8 568 | 6 192 | 5 142 |

#### Religie
Bij de volkstelling van 1 februari 2011 was het invullen van een geloofsovertuiging optioneel. Van de 6.192 mensen die werden geregistreerd bij de volkstelling van 2011 kozen 414 personen (6,7%) ervoor om hun religieuze overtuiging niet te specificeren. Ongeveer 60,7% van de bevolking was islamitisch (3.508 personen), gevolgd door 1.392 leden van de Bulgaars-Orthodoxe Kerk (24%). Verder hebben 112 inwoners geen religieuze overtuiging (1,8%), 8 inwoners behoren tot de Katholieke Kerk (0,1%) en eveneens 8 inwoners zijn lid van een protestantse kerkgenootschap (0,1%).
|                              | Aantal | Percentage (%) | Percentage (%) |
| 6.192                        | Totaal | Respondenten   |                |
| ---------------------------- | ------ | -------------- | -------------- |
| Bulgaars-Orthodoxe Kerk      | 1.392  | 22,48          | 24,09          |
| Katholieke Kerk in Bulgarije | 8      | 0,13           | 0,14           |
| Protestantisme               | 8      | 0,13           | 0,14           |
| Islam                        | 3.508  | 56,65          | 60,71          |
| Overig                       | -      | -              | -              |
| Onkerkelijk                  | 112    | 1,81           | 1,94           |
| Geen antwoord                | 750    | 12,11          | 12,98          |
| Onbekend                     | 414    | 6,69           | -              |